# Wanting Qu
Wanting Qu (Harbin, 10 ottobre 1983) è una cantante cinese.
La cantautrice e pianista di origine cinese vive a Vancouver, British Columbia, Canada.

## Discografia

### Album
- Everything In The World (14 aprile 2012)
- Say The Words (18 ottobre 2013)
- LLL (27 ottobre 2017)

### Singoli
- "如何是好" (2011.5.11)
- "Life Is Like A Song" (2012.3.13)
- "Drenched" (2012.4.24)
- "You Exist In My Song" (我的歌声里, 2012.4.24)
- "Love Ocean" (爱的海洋,2013.9.11)
- "We Under The Sunshine" (阳光下的我们,2013.9.29)
- "When It's Lonely" (我为你歌唱,2013.10.9)
- "The Courage To Love" (爱的勇气,2014.7.24)
- "Love Birds" (2015.10.2)
- "Best Plan" (最好的安排,2016.7.18)
- "Your Girl" (2016.7.22)
- "On The Edge" (2016.11.28)
- "Moon and Back (JordanXL Remix)" (2017.3.10)
- "Kissing Paradise" (2017.6.23)
- You Can't Hurt Me Anymore (2018)[2]